# Thymus artvinicus
Thymus artvinicus là một loài thực vật có hoa trong họ Hoa môi. Loài này được Ponert miêu tả khoa học đầu tiên năm 1974.